# Luis Rey Mejía
Luis Rey Mejía (Camargo, Chihuahua; 14 de septiembre de 2002) es un futbolista mexicano, juega como defensa central y su equipo actual es el Club Puebla de la Primera División de México.

## Trayectoria
Inicio en las fuerzas básicas de Monarcas Morelia pasando por varias categorías, posteriormente luego de la venta de Monarcas a Mazatlán se trasladó a dicha ciudad.

### Mazatlán Fútbol Club
Debutaría en primera división con el equipo cañonero el 17 de enero de 2021 ante Pumas UNAM.

### Club Deportivo Tapatío
Llegaría a la filial del Club Deportivo Guadalajara, para el Apertura 2023.

### Club Deportivo Guadalajara
Debuta con el primer equipo el 19 de octubre del 2024 frente al Pachuca correspondiente a la Jornada 12.